# 영혼의 노숙자
《영혼의 노숙자》(aka. 영노자)는 셀럽 맷이 진행하는 대한민국의 팟캐스트이다. 교양방송의 탈을 쓴 코미디 방송을 지향한다. 매주 일요일 팟캐스트, 팟빵, 오디오클립 등에 업로드된다.
청취자 사연, 리뷰 등을 이메일 homelesssoul2017@gmail.com로 받고 있으며, 인스타그램 계정(@homeless_matt)과 트위터 계정(@homeless_matt)을 운영중이다.

## 프로그램 역사
2017년 8월 12일 첫 방송을 시작으로 현재까지 이어져오고 있다.

## 진행자
- 셀럽 맷 : 2016년 4월 2일부터 2017년 3월 21일까지 드라마퀸과 팟캐스트 《독일언니들》을 공동진행하였다. "대학교 개그 동아리 출신으로서, <송은이 김숙의 비밀보장> 비슷한 걸 만들 수 있지 않을까 해서 시작"하였다.[1] 2018년 10월 17일부터 헤이메이트의 윤이나, 황효진과 오디오클립에서 《시스터후드》를 공동진행하다가 2018년 4월 24일 28화를 마지막으로 하차하였다. 2017년 8월 12일부터 현재까지 팟캐스트 《영혼의 노숙자》를 진행 중이다.

## 에피소드 정보
| 회차 | 업로드 일자 | 제목                                                                                         | 게스트                   | 비고 |
| ---- | ----------- | -------------------------------------------------------------------------------------------- | ------------------------ | --- |
| 1    | 2017.08.12  | 돌아온 셀럽 맷! 스탠드업 코미디 쇼를 한다구?!                                                | 김보람                   | |
| 2    | 2017.08.28  | 이게 바로 현실 남매케미! 친오빠 소쿠리 쥰 등장!                                              | 소쿠리 쥰                | 드라마퀸 깜짝출연                                                                                                   |
| 3    | 2017.09.09  | 가족애 몽글몽글, 맷의 가족이야기                                                             | 소쿠리 쥰                | |
| 4    | 2017.09.15  | 잠수이별도 세 번째면 괜찮아!                                                                 | 총장딸, 김보람           | |
| 5    | 2017.09.22  | 셀럽 친구의 삶이란 무엇인가                                                                  | 총장딸                   | UTI 이야기, 끝인사 "민나데…(생략)"의 시작                                                                           |
| 6    | 2017.10.06  | 마음의 고향 독일에서 전하는 근황이야기                                                       | 김보람                   | "아들은 금이고 딸은 은이다"                                                                                         |
| 7    | 2017.10.14  | 이탈리아 여행기 (feat. 마테오)                                                               | 김보람                   | |
| 8    | 2017.10.22  | 외국인과의 연애 그리고 외국살이                                                              | 지인 1호                 | 보고또보고 : 원데이 앳 어 타임, 마스터 오브 넌                                                                      |
| 9    | 2017.10.28  | 젝키특집                                                                                     | 총장딸                   | 보고또보고 : f(x) 엠버 "Where is my chest?" 유튜브 영상                                                             |
| 10   | 2017.11.05  | 사랑에는 마윤활제 (특별게스트: 마크 킴)                                                      | 김보람, 마크 킴          | |
| 11   | 2017.11.12  | 다이어트와 건강                                                                              | 김보람                   | |
| 12   | 2017.11.19  | 남매의 고민상담                                                                              | 소쿠리 쥰                | 37:29 소큐리 쥰 〈걱정말아요 그대〉 라이브                                                                          |
| 13   | 2017.11.26  | 캐스퍼와 떠난 사타구니 여행                                                                  | 김보람                   | 1:52 김박보람이 된 이유 14:20~22:02 귀신이야기 주의 31:47 보고또보고 : 섹스 앤 더 시티 __:__ 끝인사 고정멘트로 정착 |
| 14   | 2017.12.03  | 맨박스 그리고 할라우드는 지금! (특별게스트: 직남)                                            | 김보람, 직남             | 17:48 코너속의 코너 "할리우드는 지금" 32:03 첫번째 청취자 게스트 남, 직남 (cf. 「맨박스」, 토니 포터)               |
| 15   | 2017.12.10  | 섹스 앤 더 시티: 사만다를 꿈꾸며                                                             | 김보람                   | 25:54 보고또보고 : 섹스 앤 더 시티                                                                                  |
| 16   | 2017.12.17  | 난 너의 야동이 아니야 (특별게스트: 한국 사이버 성폭력 대응센터)                              | 김보람, 금개, 승진       | |
| 17   | 2017.12.24  | 레이디 가가: 155cm의 도발 (깜짝출연: 드라마퀸)                                               | 김보람, 드라마퀸         | 26:36 드라마퀸 근황 녹음파일 33:43 보고또보고 : 〈레이디 가가: 155cm의 도발〉                                       |
| 18   | 2017.12.31  | 어벤져스 특집: 아무말 대잔치                                                                 | 소쿠리 쥰, 총장딸        | |
| 19   | 2018.01.07  | 간다 간다 뿅간다                                                                             | 현정                     | 18:22 섹스 칼럼니스트 현정 (feat. 매니저)                                                                           |
| -    | 2018.01.12  | [공지] 결방안내                                                                              |                          | 목감기, 코감기로 인한 결방 안내                                                                                     |
| 20   | 2018.01.21  | 돌아온 하이텐션 맷 (feat. 피의 연대기 개봉)                                                  | 김보람                   | 1:09 하이텐션 호의 시작 27:35 보고또보고 : 할리우드 뉴스, 〈세일즈맨 칸다로의 달콤한 비밀〉                         |
| 21   | 2018.01.28  | 새롭게 보는 미드 프렌즈 그리고 하박국의 카드빚                                               | 김보람, 하박국           | 20:16 보고또보고 : 〈프렌즈〉, 〈그 새끼를 죽였어야 했는데〉 42:30 하박국                                           |
| 22   | 2018.02.04  | 알파고의 37수를 꿈꾸는 여성 문화계 인사들의 수다!                                            | 김보람                   | |
| 23   | 2018.02.11  | 우리도 사랑일까?                                                                             | 김보람                   | |
| 24   | 2018.02.18  | 새로운 롤모델! 미국 여성인권 변호사 글로리아 올레드                                          | 김보람                   | |
| -    | 2018.02.25  | [공지] 결방안내                                                                              |                          | |
| 25   | 2018.03.05  | B급친구들                                                                                    | 드라마퀸, 총장딸         | |
| -    | 2018.03.11  | [공지] 3월 18일 부산 정모관련                                                                |                          | |
| 26   | 2018.03.18  | 여성과 노화                                                                                  | 현정                     | |
| 27   | 2018.04.01  | 우리의 꿈은 연예인!                                                                          | 하박국, 홍효진           | 하박국 & Room306 홍효진                                                                                             |
| 28   | 2018.04.08  | 김박보람 감독님과 함께하는 마지막 보고 또 보고! 아듀~ 김박보람!                              | 김보람                   | 김보람 감독의 <보고또보고> 코너 마지막 회차                                                                         |
| 29   | 2018.04.15  | 덕후는 행복하다                                                                              | 총장딸, 프라다           | |
| 30   | 2018.04.22  | 파워 유성애자 vs 파워 무성애자                                                               | 랖                       | |
| 31   | 2018.05.01  | TMI 대방출! 셀럽 맷의 45문 45답                                                              |                          | |
| 32   | 2018.05.06  | 19년지기 친구와 더듬더듬 추억여행                                                            | 수미                     | |
| 33   | 2018.05.13  | 예쁜 누렁이 제시카 심순과 홍조님 이야기                                                      | 홍조                     | |
| 34-1 | 2018.05.20  | 다양한 외모 다양한 아름다움                                                                  | 김지양                   | |
| 34-2 | 2018.05.27  | 다양한 외모 다양한 아름다움                                                                  | 김지양                   | |
| 35   | 2018.06.03  | 새로운 개그콤비의 탄생 "더블H"                                                               | 하박국, 홍효진           | |
| 36   | 2018.06.10  | 유니콘과 무지개 토크                                                                         | 유니콘                   | |
| 37   | 2018.06.17  | 좋은 사람인가봐                                                                              | 김승희                   | |
| 38   | 2018.06.24  | 멀지않은 이밈의 꿈 위장결혼                                                                  | 뿌수미                   | |
| 39   | 2018.07.01  | 우울에 대처하는 자세                                                                         | 유니콘                   | |
| 40   | 2018.07.08  | 그래서 뭐 어쩌라고, 시(詩)봐!                                                                | 능청, 털보, 풍문         | |
| 41   | 2018.07.15  | 슬랙 홀릭 맷의 고품격 음악방송                                                               | 슬릭                     | |
| 42   | 2018.07.22  | 서능한 영노자 특집                                                                           | 서밤, 유니콘             | |
| 43   | 2018.07.29  | 야시시(詩) 특집: 성스러운 첫경험                                                             | 능청, 털보, 풍문, 현정   | |
| 44   | 2018.08.05  | 아이돌은 행복한 직업인이 될 수 있을까?                                                       | 박희아                   | |
| 45   | 2018.08.12  | 영노자 1주년 특집                                                                            | 김보람, 총장딸           | |
| 46   | 2018.08.19  | 더 크게 웃고 말하고 설치는 여자들                                                            | 황효진, 윤이나, 홍진아   | |
| 47   | 2018.08.22  | 대한민국 여성에게 국가는 존재하는가                                                          | 신지예, 유승진           | |
| 48   | 2018.09.02  | 그때는 농협이고 지금은 카뱅이다                                                              | 이랑                     | |
| 49   | 2018.09.09  | 모두들 오늘도 무사하신가요?                                                                  | 요조                     | |
| 50   | 2018.09.17  | 유니콘+뿌수미 밋업하는게 미덕                                                                | 유니콘, 뿌수미           | |
| 51   | 2018.09.23  | 우리 인생 기승전연애                                                                         | 키라라, 조한나           | |
| 52   | 2018.09.30  | 잊혀진 남자 하박국의 귀환                                                                    | 유니콘, 하박국           | |
| 53   | 2018.10.07  | 오늘도 페미 퇴근 실패! 교회 vs 페미니즘                                                      | 도라희년                 | |
| 54   | 2018.10.14  | 괜찮아, 사랑이야                                                                             | 유니콘                   | |
| 55   | 2018.10.22  | 레즈바닥, 만만치 않지만 또 몰라?                                                             | 굉여                     | |
| 56   | 2018.10.28  | 쫄보가 내 이야기 솔직하게 하는 법                                                            | 은성                     | |
| 57   | 2018.11.04  | 이런 나라도 즐겁고 싶다                                                                      | 오지은, 뿌수미           | |
| 58   | 2018.11.11  | [월간 유니콘] 아무말 대잔치 vol. 1                                                           | 유니콘                   | |
| 59   | 2018.11.18  | 다혜가 아니면 다혜라도                                                                       | 이다혜                   | |
| 60   | 2018.11.25  | 수다의 맛                                                                                    | 김인선, 이옥섭           | |
| 61   | 2018.12.02  | 제리 k팝스타                                                                                 | 제리케이, 유니콘         | |
| 62   | 2018.12.09  | 옥상에서 만나요                                                                              | 정세랑                   | |
| 63   | 2018.12.16  | [격달 하박국] 유튜버의 삶                                                                    | 하박국                   | |
| 64   | 2018.12.23  | 정주행러와 중도하차러의 넷플릭스 수다                                                        | 김보람                   | |
| 65   | 2018.12.31  | 2018 연말특집 공개방송                                                                       | 유니콘, 뿌수미, 하박국   | |
| 66   | 2019.01.13  | 하고 싶으면 하는 거지∙∙∙ 비혼                                                                | 이진송                   | |
| 67   | 2019.01.20  | 너와 나의 애매한 거리, 사장과 뮤지션 사이의 촘촘한 겹                                        | 하박국, 홍효진           | |
| 68   | 2019.01.27  | 고학력 노 오까네 세 파산녀의 맛있게 매운 여성 콘텐츠 제작기                                  | 미사장, 요세이, 만두     | |
| 69   | 2019.02.03  | 총장딸과 함께 하는 책 출간 기념 방송!                                                        | 총장딸                   | |
| 70   | 2019.02.10  | 어서 친해지길 바라 특집                                                                      | 슬릭                     | |
| 71   | 2019.02.17  | 혼자서 뭐든 할 수 있어야만 어른인게 아니야                                                   | 장혜영                   | |
| 72   | 2019.02.24  | 오픈 필레이션십 입문편                                                                       | 유니콘, 모니카           | |
| 73   | 2019.03.03  | 충격공개! 이들의 단톡방에선 무슨 일이!?                                                      | 뿌수미, 굉여             | |
| 74   | 2019.03.10  | 김박곤보람상의 노잼주의보                                                                    | 김보람                   | |
| 75   | 2019.03.17  | 물 만난 셀럽 맷 19금 수다 꽃을 피우다                                                        | 강혜영                   | |
| 76   | 2019.03.25  | 우리의 새로운 미래! 여자 둘이 살고 있습니다                                                  | 김하나, 황선우           | |
| 77   | 2019.03.31  | 영혼의 노숙자 x 서늘한 마음썰 공개방송 2부: 나는 (그냥) 내가 좋다                            | 유니콘, 서밤, 블블, 봄봄 | |
| 78   | 2019.04.07  | 다혜리와 함께 하는 영화이야기                                                                | 이다혜                   | |
| 79   | 2019.04.14  | 총체적 난국! 뿌수미와 불꽃아가리 친구들                                                      | 뿌수미, 조롱이, 두팔이   | |
| 80   | 2019.04.21  | 페미니스트를 위한 대중문화 실전 가이드                                                       | 손희정                   | |
| 81   | 2019.04.29  | 한 여성창작자의 10년 회고록                                                                  | 루나파크                 | |
| 82   | 2019.05.05  | 친절한 이랑씨의 삐리빠빠                                                                     | 이랑                     | |
| 83   | 2019.05.12  | [계간 오지은] 창간호 : 우린 이제 할 말이 없어 (별첨: 뿌수미)                                 | 오지은, 뿌수미           | |
| 84   | 2019.05.19  | 퀴어 콘텐츠 크리에이터 수낫수! 유튜버에서 웹드라마 감독이 되기까지                           | 수낫수                   | |
| 85   | 2019.05.26  | 인소/팬픽 특집?... 맷, 너 바보냐? -_-;                                                       | 뿌수미, 굉여             | |
| 86   | 2019.06.03  | 돌아온 빠까뿌~☆ 그가 호러영화에 빠진 사연은>                                                 | 김승희                   | |
| 87   | 2019.06.09  | 미치도록 유쾌하고 슬픈 에세이 "오늘 너무 슬픔"                                               | 김지현 번역가, 뿌수미    | |
| 88   | 2019.06.16  | [월간 유니콘] 유니콘 이즈 더 레볼루션~                                                       | 유니콘                   | |
| 89   | 2019.06.23  | 소소하지만 시시하지 않은 이야기 "마음의 구석"                                                | 서밤, 블블, 봄봄         | 책 : <마음의 구석>, 서밤, 블블, 봄봄 저, 문학동네                                                                   |
| 90   | 2019.07.07  | 저 청소일 하는데요? 저도요!                                                                  | 김예지                   | |
| 91   | 2019.07.15  | 섹스 앤 더 시티 세대의 반성                                                                  | 김진아                   | 책 : <나는 내 파이를 구할 뿐 인류를 구하러 온 게 아니라고>, 김진아 저, 바다출판사                                   |
| 92   | 2019.07.21  | 틴더는 오늘도 슬픔                                                                           | 뿌수미                   | |
| 93   | 2019.07.28  | 우주적으로 사랑하세요 "대도시의 사랑법"                                                      | 박상영                   | 책 : <대도시의 사랑법>, 박상영 저, 창비                                                                             |
| 94   | 2019.08.08  | 자매가 돌아왔다! 프라다의 쇼핑참회록                                                         | 총장딸, 프라다           | |
| 95   | 2019.08.14  | 홈리스 소울 2019 in 베를린                                                                   | 뿌수미, 굉여             | |
| 96   | 2019.08.22  | 아주 소소한 독일 휴가 이야기                                                                 |                          | 틴더 데이트 후기 |
| 97   | 2019.09.05  | 하~~ 참~ 이런 얘기까지!? "하참쇼" 파일럿                                                     | 하박국                   | |
| 98   | 2019.09.15  | 본인도 몰랐던 월간 뿌수미                                                                    |                          | 드라마 : 킬링 이브                                                                                                  |
| 99   | 2019.09.22  | 모두가 꼭 봐야하는 영화! 미스터리 펑키 코미디 "메기"                                         | 이옥섭                   | 영화 : 메기 |
| 100  | 2019.09.29  | [100회 특집] 도인 김민주 감독님과 함께 떠나는 자연식물식의 세계! 나도 변기폭파범 될 수 있다! | 김민주, 김보람           | |
| 101  | 2019.10.06  | 영화 "벌새" 실은 엽떡의 힘으로 만들어졌다!? 아직도 못다한 "벌새" 이야기                      | 김보라                   | 영화 : 벌새 |
| 102  | 2019.10.13  | 뻔하디 뻔한 달리기 영화가 아니다! 두 번 보면 더 좋은 영화 "아워 바디"                        | 한가람                   | 영화 : 아워 바디 |
| 103  | 2019.10.20  | 맷의 새로운 꿈! 이뤄질 수 있을까?                                                            |                          | |
| 104  | 2019.10.28  | 쉬운 일은 아니지만 괜찮은 사람이 되고 싶어                                                   | 홍화정                   | 책 : <쉬운 일은 아니지만 (괜찮은 사람이 되고 싶어요)>, 홍화정 저, 휴머니스트                                        |
| 105  | 2019.11.03  | 우리가 서로에게 미래가 될 테니까                                                             | 윤이나                   | 책 : <우리가 서로에게 미래가 될 테니까>, 윤이나 저, 코난북스                                                        |
| 106  | 2019.11.10  | 순식간에 매료당하는 이랑의 이야기책 [오리 이름 정하기]                                       | 이랑                     | 책 : <오리 이름 정하기>, 이랑 저, 위즈덤하우스                                                                      |
| 107  | 2019.11.17  | 보라보라 섬에서 건져 올린 행복의 조각들 <우리만 아는 농담>                                   | 김태연                   | 책 : <우리만 아는 농담>, 김태연 저, 놀                                                                              |
| 108  | 2019.11.24  | 그때 그 시절 [씬의 아이들]은 지금                                                            | 김윤하, 이세미, 하박국   | 책 : <씬의 아이들>, 김윤하, 몬구, 연진, 전자양, 하박국 저, 재미공작소                                               |
| 109  | 2019.12.01  | [월간 뿌수미] 언니만 믿고 따라와~ (feat. 몽실이)                                             | 뿌수미                   | 몽실이 이야기 |
| 110  | 2019.12.08  | 어디에도 기록되지 않은 세 여성의 이야기, 영화 [이태원]                                       | 강유가람                 | 영화 : 이태원 |
| 111  | 2019.12.15  | 습관처럼 불행을 기다리는 이들에게 [우리의 사랑은 언제 불행해질까]                            | 서밤                     | 책 : <우리의 사랑은 언제 불행해질까>                                                                                |
| 112  | 2019.12.23  | [계간 오지은] 10월 26일 공개방송                                                             | 오지은                   | |
| 113  | 2019.12.29  | 영노자 연말 특집 공개방송                                                                    | 윤가은, 김보라, 이옥섭   | 연말 특집 공개방송 (특별공연 : 신승은)                                                                              |
| 114  | 2020.01.06  | 맷 친구 총출동 신년회                                                                        | 드라마퀸, 뿌수미, 굉여   | |
| 115  | 2020.01.13  | 낙태죄가 여전히 합헌이었다면? 만화 [GONE]                                                    | 수신지                   | |
| 116  | 2020.01.26  | 잃어버린 섹슈얼리티를 찾아서                                                                 | 강혜영, 쉐리             | |
| 117  | 2020.02.03  | 전설을 영접하라! 페미니스트 퀴어 퍼포먼스 아티스트 "이반지하"                                | 이반지하                 | |
| 118  | 2020.02.17  | 홈리스 소울 2020 in 베를린                                                                   | 뿌수미, 굉여             | |
| 119  | 2020.02.26  | 지희비용의 끝은 어디인가!? 맷의 좌충우돌 휴가 에피소드 대방출!                               |                          | |
| 120  | 2020.03.09  | 지극히 현실적(?)인 근황토크                                                                  |                          | |
| 121  | 2020.03.15  | 씩씩하고 복많은 찬실이의 현생 극복기 [찬실이는 복도 많지]                                    | 김초희, 강말금           | |
| 122  | 2020.03.22  | 우리는 배운 적 없는 베트남 전쟁 이야기 [기억의 전쟁]                                         | 이길보라                 | |
| 123  | 2020.03.30  | 사랑도 혐오도 아닌 몸 이야기 [몸의 말들]                                                     | 총장딸, 강혜영           | |
| 124  | 2020.04.05  | [월간 이반지하 1호] 니들의 의견이 중요한 건 아니지만                                         | 이반지하                 | 월간 이반지하 1호                                                                                                   |
| 125  | 2020.04.12  | 외로워도 슬퍼도 [오늘 밤은 굶고 자야지]                                                      | 박상영                   | 책 : <오늘 밤은 굶고 자야지>                                                                                        |
| 126  | 2020.04.19  | 맷의 로스쿨 플랜! 리앤리의 시작                                                              | 뿌수미                   | |
| 127  | 2020.04.26  | 엄마랑 맛있는 걸 먹고 싶어! (feat. 배달음식)                                                 |                          | 인스타 라이브 혼방                                                                                                  |
| 128  | 2020.05.03  | [월간 이반지하 2호] 행복들해라 임마                                                          | 이반지하                 | 월간 이반지하 2호                                                                                                   |
| 129  | 2020.05.10  | 위기의 굉여! 범퍼인들의 비애                                                                 | 굉여                     | 번아웃이 온 굉여 |
| 130  | 2020.05.18  | 맷&이반지하가 응원하는 퍼플레이어 5만 양서어 프로젝트                                        | 조일지, 김하나, 이반지하 | 여성영화 플랫폼 퍼플레이                                                                                            |
| 131  | 2020.05.24  | 다시 돌아온 남매케미! 소쿠리 쥰과 함께하는 B급 코미디 영화 추천                              | 소쿠리 쥰                | 2년 5개월만에 돌아온 소쿠리 쥰                                                                                      |
| 132  | 2020..05.31 | 세상의 수많은 지랄 중의 최고는? [돈지랄의 기쁨과 슬픔]                                       | 신예희                   | 책: <돈지랄의 기쁨과 슬픔>                                                                                          |
| 133  | 2020.06.07  | [월간 이반지하 3호] 팔자니까 알아서들 해라                                                   | 이반지하                 | 월간 이반지하 3호                                                                                                   |
| 134  | 2020.06.14  | 맷의 망상의 세계로 여러분들을 초대합니다 (feat. 히어로 증후군)                               |                          | 인스타 라이브 혼방                                                                                                  |
| 135  | 2020.06.21  | 초심잃은 토크! 이것은 방송인가 잡담인가                                                      | 드라마퀸                 | |
| 136  | 2020.06.28  | 2n년차 작가의 고군분투 생존기!                                                               | 김현진                   | 책: <정아에 대해 말하자면>                                                                                          |
| 137  | 2020.07.05  | [월간 이반지하 4호] 니들이 아메리카노에 미쳐서                                               | 이반지하                 | 월간 이반지하 4호                                                                                                   |
| 138  | 2020.07.12  | 감히 나를 '미가동'이라고 하지마                                                              | 이랑                     | 이랑 님의 보험설계사 분투기, 새 싱글 <환란의 세대>                                                                  |
| 139  | 2020.07.19  | 연하는 직진이지![언니, 나랑 결혼할래요?]                                                     | 김규진, 이반지하         | 책: <언니, 나랑 결혼할래요?>                                                                                        |
| 140  | 2020.07.26  | 유사과학의 향연! MBTI, 별자리 특집                                                           | 뿌수미, 굉여             | |
| 141  | 2020.08.02  | 아픈 손가락이 되어라                                                                         | 이반지하                 | 월간 이반지하 5호                                                                                                   |
| 142  | 2020.08.09  | 100%의 확신은 없지만 [엄마는 되지 않기로 했습니다]                                           | 최지은                   | 책: <엄마는 되지 않기로 했습니다>                                                                                   |
| 143  | 2020.08.16  | 올여름, 여러분들의 친구가 되어 줄 가족영화 [남매의 여름밤]                                   | 윤단비                   | 영화: <남매의 여름밤>                                                                                               |
| 145  | 2020.08.31  | [계간 오지은] 언니는 우리의 아이돌이야! 언, 언, 언제까지나~                                  | 오지은, 이반지하         | 계간 오지은 |
| 146  | 2020.09.06  | [월간 이반지하6호] 실망하지도 기대하지도 말아라                                              | 이반지하                 | 월간 이반지하 6호                                                                                                   |
| 147  | 2020.09.13  | "인생 그렇게 쉽게 끝나지 않아" 영화 [69세]                                                   | 임선애                   | 영화: <69세> |
| 148  | 2020.09.20  | 세계로 뻗어나가는 맷 유니버스! 망상의 세계 제 2탄!                                           |                          | 혼방 |
| 149  | 2020.09.27  | 여자에 미친 여자들                                                                           | 금개, 아장맨             | |
| 150  | 2020.10.04  | [월간 이반지하 7호 공개방송] 판타지는 유료야 임마                                            | 이반지하                 | 월간 이반지하 7호, 공개방송                                                                                         |
| 151  | 2020.10.18  | 성범죄 가해자들이 모두 감옥에 간다면? 웹툰                                                   | 경선                     | 웹툰: <오빠가 사라졌다>                                                                                             |
| 152  | 2020.10.25  | 50대 엄마의 인생 첫 독립기! [웰컴 투 X-월드]                                                 | 한태의                   | 다큐멘터리 영화: <웰컴 투 X-월드>                                                                                   |
| 153  | 2020.11.01  | [월간 이반지하 8호] 니 상태가 어떻든 다 괜찮다                                               | 이반지하                 | 월간 이반지하 8호                                                                                                   |
| 154  | 2020.11.10  | 수다에 무슨 목적이 필요해?                                                                   | 김보람, 이반지하         | |
| 155  | 2020.11.15  | 우리 정도면 잘 컸지 광대로...                                                                | 박상영                   | 영노자 방학 예고 |
| 156  | 2021.01.03  | [월간 이반지하 9호] 그저 성숙하라                                                            | 이반지하                 | 월간 이반지하 9호                                                                                                   |
| 157  | 2021.01.10  | 기초가 탄~탄~한 맷의 혼방 (feat. 상온의 물)                                                  |                          | 혼방 |
| 158  | 2021.01.17  | 웃다 죽는 [동해 생활]                                                                        | 송지현, 박상영           | 책: <동해 생활> |
| 159  | 2021.01.24  | 그러니까 슬릭쇼에 오세요                                                                     | 슬릭                     | 행사: <슬릭쇼>(2021.02.06)                                                                                          |
| 160  | 2021.01.31  | 결과가 아닌 과정을 책임지며 [내일을 위한 내 일]                                              | 이다혜                   | 책: <내일을 위한 내 일>                                                                                             |
| 161  | 2021.02.08  | [월간 이반지하 10호] 반듯이 살아라                                                           | 이반지하                 | 월간 이반지하 10호                                                                                                  |
| 162  | 2021.02.15  | 뿌수미 취업 축하한드아아아아아아아!!!!!                                                      | 뿌수미, 굉여             | |
| 163  | 2021.02.21  | 우리는 지금 아주 용감하게 겁이 나 [실패를 사랑하는 직업]                                     | 요조                     | |
| 164  | 2021.02.28  | 날 새롭게 다시 살고 싶게 만드는 90년생 여자사람들 [우리가 사랑한 내일들]                     | 유선애                   | 책: <우리가 사랑한 내일들>                                                                                          |
| 165  | 2021.03.07  | 우리 조금 다를 뿐인걸! [모두와 친구가 되고 싶은 오로르]                                      | 김보람                   | 책: <모두와 친구가 되고 싶은 오로르>                                                                                |
| 166  | 2021.03.14  | [월간 이반지하 11호 공개방송] 우리가 키우는 셀럽 맷                                          | 이반지하                 | 월간 이반지하 11호, 온라인 공개방송                                                                                 |
| 167  | 2021.03.21  | [계간 오지은] 괜찮지 않을까, 우리가 함께라면                                                 | 오지은, 성진환           | 책: <괜찮지 않을까, 우리가 함께라면>                                                                                |
| 168  | 2021.03.28  | 훠선생의 훠궈 추천 [내가 사랑하는 빨강]                                                      | 프라다, 총장딸           | 책: <내가 사랑하는 빨강>                                                                                            |
| 169  | 2021.04.04  | [월간 이반지하 12호] 니들끼리 소통 먼저 해라                                                 | 이반지하                 | 월간 이반지하 12호                                                                                                  |
| 170  | 2021.04.11  | 한국 최초 퀴어 가족시트콤 [으랏파파]                                                         | 이반지하, 김일란, 강다현 | 시트콤: <으랏파파>                                                                                                  |